# Julianus' Perzische Veldtocht

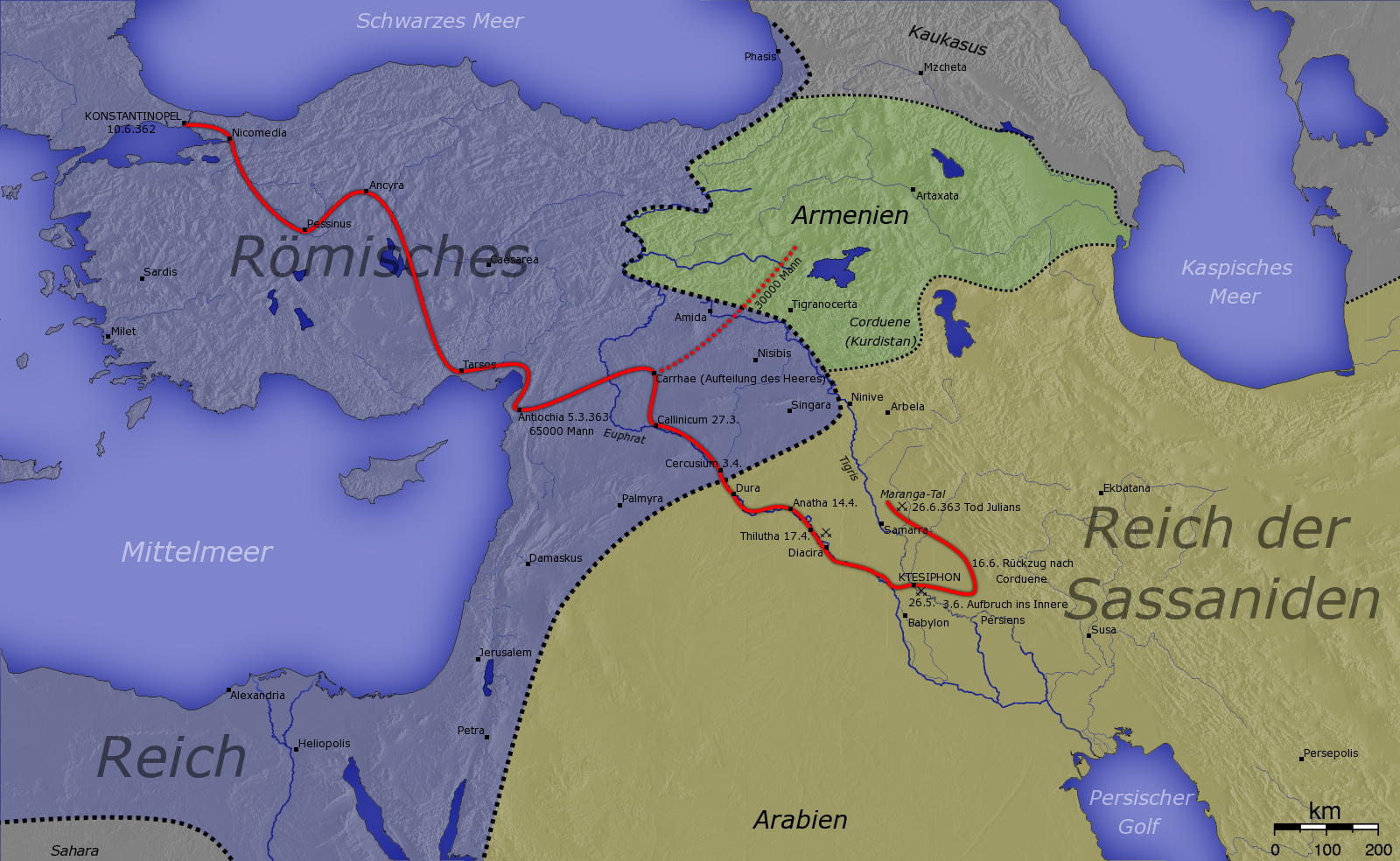
Kaart van Julianus' onsuccesvolle veldtocht.

Julianus' Perzische veldtocht of de Romeins-Perzische Oorlog van 363 was de laatste veldtocht van de Romeinse keizer Julianus. Deze begon in maart 363. Het was een agressieve oorlog tegen het Perzische Rijk van de Sassaniden, onder de Sassanidische sjah Sjapoer II. Er wordt verondersteld dat Sjapoer een invasie verwachtte langs de Tigrisvallei. Julianus stuurde een detachement soldaten naar zijn bondgenoot Arsaces II van Armenië om zich aan te sluiten bij diens leger en de route langs de Tigris te bezetten. Ondertussen ging hij met zijn hoofdleger snel naar de Eufraatvallei, waar hij slechts verspreide weerstand ontmoette, en hij bereikte de muren van de Perzische hoofdstad Ctesiphon, waar hij een Perzisch leger versloeg in de Slag bij Ctesiphon (363). Julianus kon de stad echter niet innemen en hij werd al snel besluiteloos. Hij werd misleid door Perzische spionnen om zijn vloot in brand te steken en om een nadelige route te nemen voor de terugtocht. Tijdens deze terugtocht werd zijn leger voortdurend aangevallen door de Sassaniden en zo kwam zijn leger tot stilstand.
In een van de schermutselingen raakte Julianus dodelijk gewond waardoor zijn opvolger Jovianus alleen achterbleef met het leger, gevangen in Perzisch gebied. De nieuwe keizer werd in het licht van de "verpletterende militaire nederlaag" die de Romeinen hadden geleden gedwongen om de vernederende voorwaarden die hem opgelegd werden te aanvaarden om zo de rest van het leger en zichzelf te redden van de totale vernietiging. Het voor de Romeinen schandelijke verdrag droeg de heerschappij over de belangrijke steden en forten Nisibis en Singara over aan de Perzen, en stopte de alliantie met Armenië, wat Sjapoer eigenlijk de mogelijkheid gaf om Armenië binnen te vallen en het te annexeren. Zo werd Arsaces II van Armenië achtergelaten zonder enige militaire of diplomatische hulp. Hij werd gevangengenomen door Sjapoer in 368; hij pleegde in 369 of 370 in gevangenschap zelfmoord.

## Doelen en voorbereiding
Volgens de Romeinse bronnen uit die tijd was Julianus' doel om de Perzen te straffen voor hun recente invasie van de oostelijke provincies van Rome; daarom weigerde hij Sjapoers onmiddellijke aanbod om te onderhandelen. Onder de leiders van de expeditie was ook Hormizd, een broer van Sjapoer II, die veertig jaar eerder was weggevlucht uit het Perzische Rijk en verwelkomd was door de Romeinse keizer Constantijn I. Julianus' bedoeling zou geweest zijn om Sjapoer te vervangen door Hormizd. Julianus, een grote aanhanger van het oude Romeinse, polytheïstische geloof, raadpleegde verschillende belangrijke orakels over de afloop van zijn expeditie.
De filosoof Sallustius, een vriend van Julianus, adviseerde hem om zijn plan te laten varen, en er werden verschillende ongunstige voortekenen bericht; op aandringen van de andere adviseurs ging Julianus op weg met zijn leger. Hij gaf Arsaces II van Armenië (niet Arsaces II van Parthië) de instructies om een groot leger voor te bereiden, maar zonder zijn bedoelingen aan hem te zeggen. Hij stuurde Lucillianus naar Samosata bij de bovenloop van de Eufraat om een vloot rivierschepen te bouwen. Historici denken dat deze voorbereidingen ervoor zorgden dat Sjapoer dacht dat de invasie uit het noorden zou komen, langs de Tigrisvallei.

### Vooruitgang

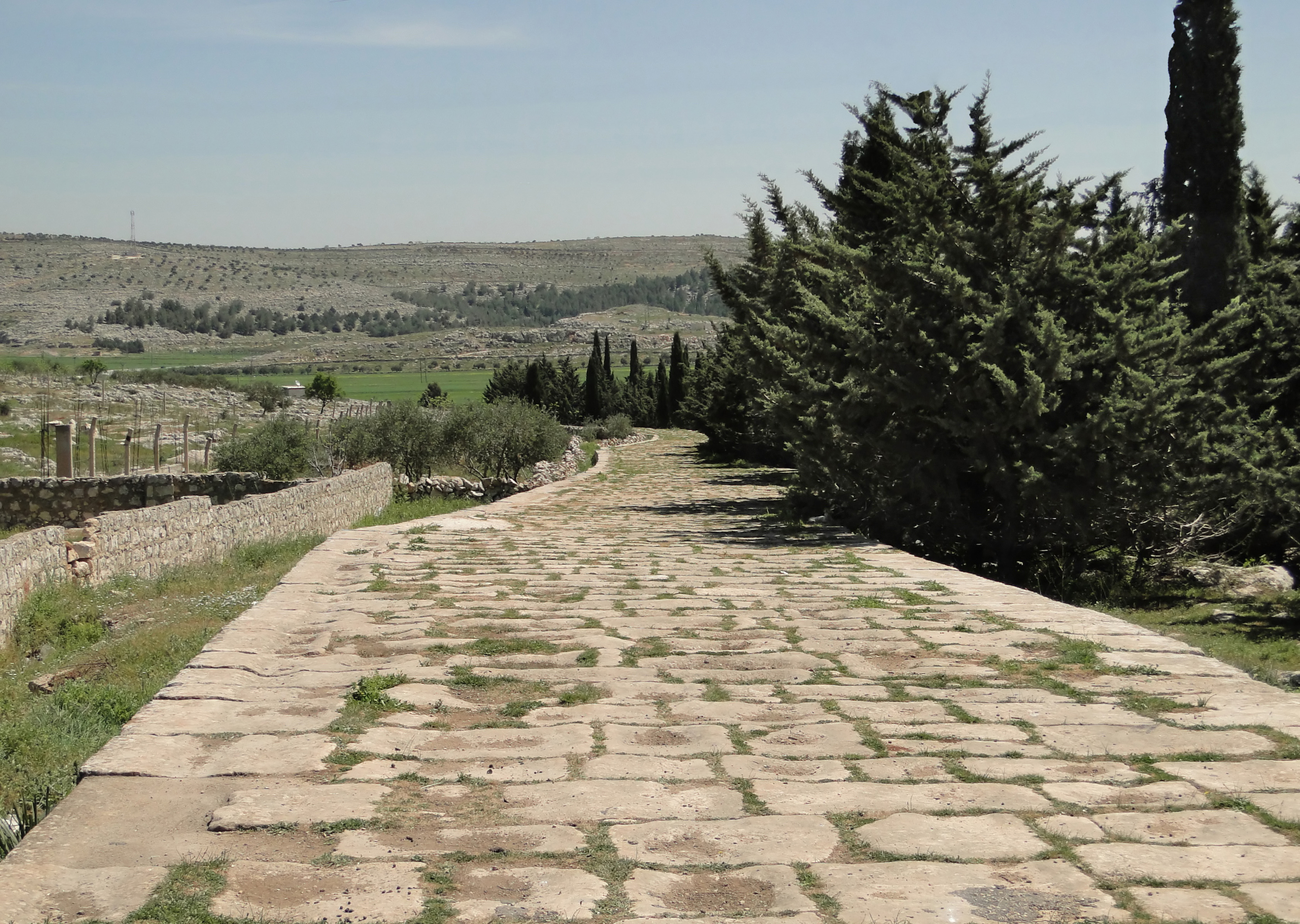
De Romeinse weg van Antiochië naar Chalcis en Aleppo, de eerste fase van Julianus' expeditie.

Julianus had overwinterd in Antiochië in Syria. Op 5 maart 363 ging hij naar het noordoosten langs de weg naar Aleppo en Manbij, waar vijftig soldaten stierven bij de instorting van een zuilengang terwijl ze eronder aan het marcheren waren. Het volledige leger verzamelde zich in deze stad, stak de Eufraat over en marcheerde naar Harran, dat bij de Romeinen bekend stond als Carrhae, de plaats van de beroemde of beruchte slag waarin de Romeinse generaal Crassus verslagen en gedood werd in 53 voor Christus. "Van daaruit lopen twee verschillende koninklijke wegen naar Perzië," schrijft ooggetuige Ammianus Marcellinus: "degene aan de linkerkant door Adiabene en over de Tigris; degene aan de rechterkant door Assyria en over de Eufraat." Julianus maakte gebruik van beide. Hij stuurde een detachement (30.000 man volgens Ammianus, maar slechts 18.000 volgens Zosimus) onder Procopius en Sebastianus naar de Tigris waar ze zich moesten aansluiten bij Arsaces II en zijn Armeense leger. Daarna moesten ze de Perzen aanvallen vanuit het noorden.
Julianus zelf ging met het grootste deel van zijn leger (dat 65.000 man telde, maar of dit voor of na Procopius' vertrek was is onduidelijk) naar het zuiden naar de benedenloop van de Eufraat, waarbij hij Callinicum (Ar-Raqqah) op 27 maart bereikte en de vloot onder leiding van Lucillianus ontmoette. Daar werd hij ook bezocht door de leiders van de "Saraceni" (Arabische nomaden), die Julianus een gouden kroon aanboden. Hij weigerde echter om in ruil de traditionele schatting te betalen. Het leger volgde de Eufraat stroomafwaarts naar Circesium (de grensstad) en stak de rivier de Aboras (Khabur) over met een pontonbrug.

## Verloop van de oorlog

### Van Circesium naar Ctesiphon
Eenmaal over de grens zette Julianus de ijver van de soldaten kracht bij met een vurig pleidooi, waarin hij zijn hoop en redenen voor de oorlog uitsprak, en gaf 130 zilverstukken aan iedere soldaat. Het leger werd verdeeld tijdens de mars in drie divisies. Het centrum onder Flavius Victor, samengesteld uit zware infanterie; de cavalerie onder Arinthaeus en Hormizd op de linkerflank; de rechterflank, die marcheerde langs de oever en zo contact met de vloot behield en bestond uit cavalerie, werd geleid door Nevitta. De bagage en achterhoede stond onder Dagalaefus, terwijl de verkenners geleid werden door Lucilianus. Een aanzienlijk detachement werd achtergelaten om het fort van Circesium te bewaken, want vele van de grillige Arabische stammen bij de grens waren bondgenoten van de Sassaniden.
Julianus drong daarna snel door in Assyrië. Omdat het grootste deel van Assyrië zich bevond in de dorpen op de oevers van de Eufraat (gelijkaardig aan de concentratie van Egypte aan de Nijl) en het platteland grotendeels woestijn was, schaadde Julianus' mars, waarbij ieder dorp dat zijn vooruitgang hinderde platgebrand werd en het omringende land verwoest werd, de industrie van de provincie erg zwaar. Omdat Sjapoer Julianus' aanval niet zo snel verwacht had en zeker niet vanuit die richting, ontmoette Julianus bijna geen tegenstaand; enkele Saraceense ruiters hinderden hem op de flanken, en de sterkte van de muren van Thilutha zorgden ervoor dat de stad zich kon overgeven en zo een plundering ontliep. Maar de belangrijkste steden van de provincie werden ingenomen: Anah gaf zich over en Macepracta viel.
Na Macepracta, dat ze bereikt hadden na een mars van twee weken, ging het leger verder om Pirisabora te belegeren, de grootste stad van Mesopotamië, Ctesiphon, de hoofdstad, uitgezonderd. Drie dagen volstonden om de stad te veroveren, en de inname van Pirisabora werd gevolgd door een wrede plundering. Nadat zijn belegeringswerken de citadel hadden vernietigd, liet Julianus de buit aan zijn leger. Hij nam slechts een klein deel om voorraden te kunnen betalen. Het overschot van de rijkdom van de stad, waaronder het grootste deel van de populatie, werd overgelaten aan de genadeloze vernietiging.
Nadat hij op ongeveer 20 km van Ctesiphon gekomen was, begon Julianus het fort Maiozamalcha te belegeren, waarvan de formidabele verdedigingswerken de hoofdstad beschermden. Ook hiervan werd de citadel echter ingenomen en vernietigd door de muren te ondergraven, en Julianus bewees opnieuw zijn moed door te vechten in de voorste rangen tijdens de aanval. Een poging om hem te vermoorden, terwijl hij op enige afstand van de stad stond, kon Julianus zelf verhinderen, en hij vermoordde zijn aanvallers met zijn eigen zwaard.

### Ctesiphon
Nadat hij de residenties, paleizen en tuinen van de Perzische koning ten noorden van de hoofdstad (waaronder ook een grote menagerie) vernietigd had, en nadat hij zijn positie versterkt had door geïmproviseerde fortificaties, richtte Julianus nu zijn aandacht op de stad zelf. De tweelingssteden Ctesiphon en Carche (het vroegere Seleucia) lagen nu open voor Julianus. Om de plaats langs beide zijden te belegeren liet Julianus eerst een kanaal graven tussen de Eufraat en de Tigris, waardoor zijn vloot de Tigris kon binnenvaren. Hierdoor kon hij ook zijn leger naar de andere oever overzetten. Een groot Perzisch leger had zich verzameld in Ctesiphon, dat de aangeduide plaats was voor Sjapoers leger bij het begin van de veldtocht; zijn leger had zich opgesteld langs de oostelijke oever in een sterke verdedigende positie, en het vereiste een nachtelijke verrassingsaanval en een daaropvolgend lang en moeilijk gevecht, dat blijkbaar 12 uur duurde, om de rivier te bereiken. Maar de Romeinen konden uiteindelijk de overwinning behalen, en de Perzen werden teruggedreven in de stad nadat ze zware verliezen geleden hadden: 2500 man; er wordt vermeld dat Julianus' verliezen niet meer dan 70 man bedroegen.
Hoewel Julianus veel belegeringswerktuigen had meegebracht door Assyrië en hij bevoorraad werd door een vloot die de onbetwiste controle over de rivier had, lijkt het erop dat de Romeinen wat moeilijkheden hadden om Ctesiphon te belegeren. Het lijkt onwaarschijnlijk dat Julianus' onvermogen toegeschreven zou kunnen worden aan de sterkte van de muren van de stad, aangezien de stad al bij verschillende vroegere gelegenheden in Romeinse handen gevallen was. In elk geval riep Julianus een oorlogsraad bijeen, waarin hij besliste om het beleg op te heffen. Procopius en Sebastianus, die misschien al van nature nalatig waren, konden door Arsaces' vijandigheid tegen Julianus hun taak niet uitvoeren door aan te vallen vanuit het noorden, en bleven in Noord-Mesopotamië. Julianus, die dagelijks uitgedaagd werd door de verdedigers van de stad om een veldslag te voeren tegen Sjapoers leger in plaats van doelloos rond de stad te staan, gaf ten slotte zijn laatste hoop op versterkingen, die noodzakelijk waren om de stad in te nemen, op. Gezien Sjapoers opoffering van de buitenprovincies en omdat hij de Perzische vredesvoorstellen nog steeds niet wilde accepteren, besloot Julianus om door te trekken naar het Perzische kernland om daar de koning tegemoet te treden.
Het is mogelijk dat het zijn bedoeling was om Sjapoers leger te verslaan voor het zich kon aansluiten bij het al grote garnizoen in Ctesiphon en om zo het kamp van de belegeraars in te sluiten. Wat echter meer twijfel oproept is dat Julianus zijn vloot en het grootste deel van de voorraden liet verbranden, hoewel het een enorme investering was geweest om deze te vervoeren over de Eufraat. Hoewel antieke en moderne historici de onbezonnenheid van deze daad bekritiseerd hebben, verzacht Edward Gibbon deze stommiteit door op te merken dat Julianus een grote voorraad dacht te verkrijgen uit de oogst van het vruchtbare gebied waar hij naartoe zou gaan. En aangezien de vloot niet de rivier op kon varen, kon Julianus niet anders dan deze te verbranden, tenzij hij hem in handen van de Perzen zou willen laten vallen. Verder, als hij zich onmiddellijk zou terugtrekken met zijn volledige leger – hij had immers al aanzienlijke successen behaald – zou zijn prestige onherstelbaar beschadigd zijn, aangezien hij eerst successen behaald had en daarna meteen wegvluchtte bij de wederopstanding van de vijand. Hij had dus eigenlijk goede redenen om zijn vloot achter te laten en het beleg op te heffen om veilig langs de oever te kunnen marcheren.

### Van Ctesiphon naar Samarra
Julianus gebruikte verschillende voorname Perzische gevangenen als gids om door het vijandige gebied naar het hart van Perzië te gaan. Deze gevangenen waren naar verluidt dezelfden die hem hadden aangezet om het beleg op te heffen en verder te trekken. Ze verraadden hem en leidden hem op een zwervende mars van verschillende dagen door de woestijnen ten oosten van Ctesiphon, terwijl Sjapoer steeds probeerde om zijn bevoorrading af te snijden door huizen, voorraden, gewassen en landen in brand te steken, overal waar Julianus' leger zou aankomen; omdat het leger slechts voorraden voor 20 dagen bij zich had, kreeg ze al snel een tekort aan voedsel. Sjapoer liet zich niet verleiden tot een veldslag, maar zijn cavalerie viel voortdurend de afzonderlijke delen van het Romeinse kamp aan; Julianus riep opnieuw een oorlogsraad bijeen, en deze keer gaf hij toe dat hij geen enkele keuze had: hij besloot tot de terugtocht.
Sjapoer, die eerst zo had aangedrongen bij Julianus voor een vredesverdrag en hiervoor zelf de Sassanidische afhankelijkheid en de helft van de provincies wilde opgeven, maakte zich nu al snel klaar om Julianus' leger tijdens de mars te vernietigen. Zijn cavalerie viel tijdens de terugtocht herhaaldelijk de uitgestrekte Romeinse colonne aan; bij Maranga werd een schermutseling al snel een soort veldslag. De uitgeputte Romeinen kwamen als overwinnaars uit de strijd, persoonlijk aangemoedigd door Julianus zelf, die dezelfde beproevingen onderging als de laagste soldaat in het leger. De Perzische cavaleriesquadrons werden teruggedreven, waarbij ze zware verliezen leden. Het voedseltekort kon even verlicht worden voor de telkens bestookte Romeinen, die zich 25 juli 363 terugtrokken om te rusten in de heuvels ten zuiden van Samarra.

### Samarra: de dood van Julianus
De volgende dag, op 26 juli, werd de mars hernomen over de glooiende heuvels en valleien in de droge woestenijen ten zuiden van Samarra. De hitte had Julianus al aangezet om zijn helm en harnas af te doen, toen hem bericht werd dat de achterhoede opnieuw aangevallen werd. Voor de aanval teruggedreven kon worden, kwam er een waarschuwing van de voorhoede, wat betekende dat het leger omsingeld was in een hinderlaag, want de Perzen hadden een nacht doorgemarcheerd om zo de route van de Romeinen alvast te bezetten. Terwijl het leger moeilijkheden had om zich op te stellen om de vele bedreigingen langs alle kanten op te vangen, verbrak een razende charge van olifanten en cavalerie bijna de Romeinse linie op de linkerflank en Julianus, die wilde voorkomen dat de linie volledig zou instorten, leidde zelf zijn reserves naar de soldaten om de linie te versterken. De lichte infanterie onder zijn leiding versloeg de enorme aantallen van de Perzische zware cavalerie en olifanten. Julianus, die nu tegen de grootste dreiging voor zijn leger aan het vechten was, wilde zijn soldaten aanmoedigen door zelf veel moed te tonen in het strijdgewoel. Hij had zich er echter ingestort terwijl hij zijn harnas niet meer aan had door de hopeloosheid van de situatie, en hij werd geraakt door een Perzische pijl terwijl de vijanden zich terugtrokken. De keizer viel van zijn paard en werd bewusteloos weggedragen van het slagveld. Midden in de nacht liet Julianus in zijn tent het leven. In zijn eigen woorden: "nadat hij een prachtig en glorieus vertrek uit de wereld had ontvangen van de goden, te midden van een eervolle carrière."
De slag, die onbeslist eindigde, bleef voortduren tot middernacht. De dood van de keizer werd verzacht door de zware verliezen van de Perzen toen ze teruggedreven werden vanuit de belangrijkste sector van het front; maar ten diepste gevoeld was de slag een ramp voor de Romeinen; op zijn best werd er wat kortstondig uitstel verkregen door de verliezen van de Perzen, nu het leger van het oosten weg was en het genie van de Perzische oorlog overleden.

## Nasleep: Jovianus

### De nederlaag: Samarra naar Dura
Binnen enkele uren na Julianus' dood verzamelden zijn generaals zich om een opvolger aan te wijzen. De keuze viel op Jovianus, een generaal van de Palatini Domestici, die zich onderscheidde doordat hij zich altijd vrolijk en aangenaam opstelde. Zijn eerste wapenfeit was de voortzetting van een vlugge terugtocht. Nog vier dagen ging de tocht stroomopwaarts richting Corduene (ongeveer het huidige Koerdistan) en de veilige grens, waar verwacht werd dat er voldoende voorraden waren voor het uitgehongerde leger. De Perzen, die nieuwe moed gekregen hadden, vielen twee keer de achterhoede van het leger aan, en bij een aanval op het kamp kon een groep zelfs doordringen tot bij de keizerlijke tent voor ze afgesneden werden van de rest van het leger en vóór Jovianus neergemaaid werden. Op de vierde dag kwam het leger tot stilstand bij Dura Europos. Ze probeerden tevergeefs een brug te bouwen over de Eufraat uit samenraapsels hout en dierenhuiden. Na twee dagen, na aanvankelijk succes, werd de zinloosheid van het werk duidelijk; maar terwijl de hoop op het oversteken van de rivier over een brug verdween, werd ook de mars niet hervat. Het moreel van het leger was zoek, het zou nog vier dagen duren voor alle voorraden op waren, en Corduene lag nog 100 km ten noorden van hen.

### Vrede
Op dit kritieke ogenblik kwamen de gezanten van Sjapoer aan in het Romeinse kamp. Volgens Gibbon werd Sjapoer aangezet om dit te doen door zijn angst voor het "verzet van de wanhopigen" bij het Romeinse leger, die zo dicht gekomen waren bij het omverwerpen van de Sassanidische koning: omdat hij wist dat het dwaas was om een vredesverdrag te weigeren, dat hij kon sluiten terwijl hij een sterke positie had, bood Sjapoer de Romeinen vrede aan. Ondertussen waren Jovianus' voorraden op geraakt, en aangezien hij zo blij was dat hij zijn leger zou kunnen redden, dat hij zoveel geluk had gehad, dat hij het Romeinse Rijk geërfd had, viel hij niet over de harde voorwaarden, en stemde hij in met het vredesverdrag en de eisen van Sjapoer. Het verdrag, bekend als het Verdrag van Dura, zorgde voor de overgave van Nisibis, Corduene, de vier verdere provincies ten oosten van de Tigris die Diocletianus had afgedwongen van de Perzen met het Verdrag van Nisibis; de Romeinse heerschappij over Armenië en Iberië moest gewaarborgd worden door de uitwisseling van gijzelaars, net als het onschendbare vredesverdrag van 30 jaar. Ook Khabur en het grootste deel van Romeins Mesopotamië, samen met de lange ketting forten die gebouwd waren door Diocletianus, gingen over naar de Perzen. Het leger kon niet meer zijn intrek nemen in de forten, en moest nu rondzwerven in de verlaten landen van het noorden van Mesopotamië, tot het zich weer kon aansluiten bij het leger van Procopius bij de muren van Thilasapha. Van daar gingen de uitgeputte legioenen terug naar Nisibis, waar hun ontbering eindelijk tot een einde kwam.

## Gevolgen

### Heerschappij van Jovianus: herstel van het christendom
Het leger kreeg geen lange rustpauze bij Nisibis, want er kwamen gezanten van Sjapoer aan, die de overgave van de stad vroegen, wat in overeenkomst van het verdrag was. Jovianus, niettegenstaande dat hij wist wat er zou gebeuren met de inwoners van deze stad en de andere gebieden die overgingen naar de Sassaniden, kwam zijn belofte na; de stad werd ontvolkt en ze vestigden zich opnieuw in Amida, waarvan het herstel rijkelijk werd betaald door de keizer. Vanuit Nisibis ging Jovianus naar Antiochië, waar de beschuldigingen van lafheid van het volk aan het adres van de keizer hem ertoe aanzetten om een verblijfplaats te zoeken, die meer gastvrij was. Niettegenstaande de wijdverspreide ontevredenheid over de schandelijke overgave, accepteerde de Romeinse wereld zijn troonsbestijging; de afgevaardigden van het westelijke leger ontmoetten hem in Tyana, op zijn weg naar Constantinopel, waar ze hem hulde brachten. In Dadastana, op 17 februari 364, stierf Jovianus door een onbekende oorzaak, na een heerschappij van amper acht maanden.
De dood van Julianus zonder aangewezen opvolger zorgde ervoor dat de christelijke Jovianus op de troon kwam, en zo Julianus' ambities om het heidendom in ere te herstellen vernietigde, want Jovianus' belangrijkste daad was het herstellen van het christendom als de staatsgodsdienst. Vanuit Antiochië vaardigde hij decreten uit die onmiddellijk die van Julianus' teniet deden. De wetten van Julianus hadden immers christenen verboden onderwijs van seculiere studies te geven, en hij zorgde er zo onofficieel voor dat ze geen werk konden krijgen in het staatsbestel. Dankzij Jovianus werd de geestelijkheid weer vrijgesteld van belastingen en van burgerlijke plichten ontheven; hun plicht om de heidense tempels te herstellen, die onder Constantius II waren verwoest, werd herroepen; ook werd het herstel van de Derde Tempel van Jeruzalem onmiddellijk stopgezet. Jovianus sprak ook de hoop uit dat al zijn onderdanen de christelijke religie zouden omarmen, maar hij liet ieder vrij zijn eigen geloof te kiezen. Hij stond de heidenen toe om hun goden te eren in hun tempels (maar ze mochten enkele riten die eerder verboden waren niet meer uitvoeren), en de Joden zouden niet vervolgd worden.
Het heidendom kende onder Julianus een erg korte heropleving, met het herstel van veel oude tempels en ceremoniën die in verval geraakt waren. Bij zijn dood stortte dat echter al snel weer in, wat bewees dat het volgens Gibbon vooral uit volgzaamheid en hebzucht was dat zijn onderdanen weer begonnen te geloven in de "Onsterfelijke Goden". In de volgende jaren werd het heidendom steeds kleiner, en een steeds groter aantal burgers, vooral in de steden, bekeerde zich tot het christendom. Onder de heerschappij van Gratianus en Theodosius I, minder dan dertig jaar na de dood van Julianus, werden heidense ceremoniën verboden door een keizerlijk decreet, en het heidendom raakte 'bijna zonder tegenstand' in de vergetelheid en werd illegaal.

### Sjapoer en het lot van Armenië
Nadat Armenië aan haar lot overgelaten was, werd het al meteen binnengevallen en veroverd door Sjapoer. Arsaces II van Armenië, Julianus' weigerachtige bondgenoot werd na een tijd aan zijn lot overgelaten door zijn edelen, hoewel hij nog voor vier jaar veel tegenstand bood. Hij werd pas aangezet om zich en zijn koninkrijk over te geven door de milde voorwaarden die opgelegd werden door de op wraak beluste vijand. Hij stierf in gevangenschap in Ecbatana vier jaar later in 371, naar verluidt door zelfmoord. Zijn koningin Olympias, die zich had teruggetrokken op het fort Artogerassa, kon haar zoon Para beschermen tegen de Sassaniden, maar zelf werd ze verbannen en ze stierf in Perzië. Daarna rebelleerde de christelijke bevolking van Armenië tegen de Zoroastrische Sassaniden, en hielpen samen met de hulp van Valens, de keizer van het Oost-Romeinse Rijk, Para terug op de troon. Samen met het koninkrijk, erfde hij ook het verraderlijke karakter van zijn vader, en er werd ontdekt dat hij een geheime correspondentie onderhield met Sjapoer. Valens werd hierdoor verplicht om zijn beleid te veranderen. Nadat hij zonder succes geprobeerd had om hem met behulp van overtuigingskracht afstand te laten doen van de troon, liet hij hem vermoorden bij een feest van een Romeinse graaf. Door dit verraad kon hij voor altijd zijn hoop op een alliantie met Armenië opgeven. Bij de dood van Sjapoer (379) bleef het conflict nog onbeslist. De troonsbestijging van zijn broer, de meer gematigde Ardashir II, was een teken voor vrede. In 384 werd er een officieel vredesverdrag getekend tussen Theodosius I en Sjapoer III, de zoon van Sjapoer II, die het koninkrijk van Armenië verdeelde tussen de twee rijken, waardoor er een einde kwam aan het onafhankelijke Armenië.